# BMW řady 1
BMW řady 1 (běžně označováno jako BMW 1xx) je řada rodinných vozidel nižší střední třídy od německého automobilového výrobce BMW.
V prodeji je od roku 2004 a je k mání ve 4 karosářských variantách. V paletě vozidel BMW přebírá jedničková řada od r. 2004 roli nejlevnějšího malého auta z Mnichova a je nástupcem řady 3 s podoznačením compact, které byly často kritizovány za nevkusné "očesaní" řady 3. Posledním kompaktem byly vozy generace E46.

## E81, E82, E87, E88 (2004-2011)
Tato řada se začala prodávat na podzim roku 2004 a sdílela mnoho komponentů s řadou 3. Jako první byl uveden pětidveřový hatchback (E87). Od roku 2007 je také v prodeji třídveřový hatchback (E81), kupé (E82) a kabriolet (E88).
V modelovém roce 2007, 3 roky po představení BMW 1, došlo k faceliftu. Modernizace se dotkla hlavně nových moderních motorizací s vyššími výkony. Také se zvýšila kvalita zpracování interiéru. 
Po celou dobu výroby byly k dispozici 4válcové naftové motory přeplňované turbodmychadlem a 4 nebo 6válcové benzínové motory. Motory byly spojené buď s manuální nebo automatickou převodovkou. 

V roce 2011 byla výroba ukončena. 

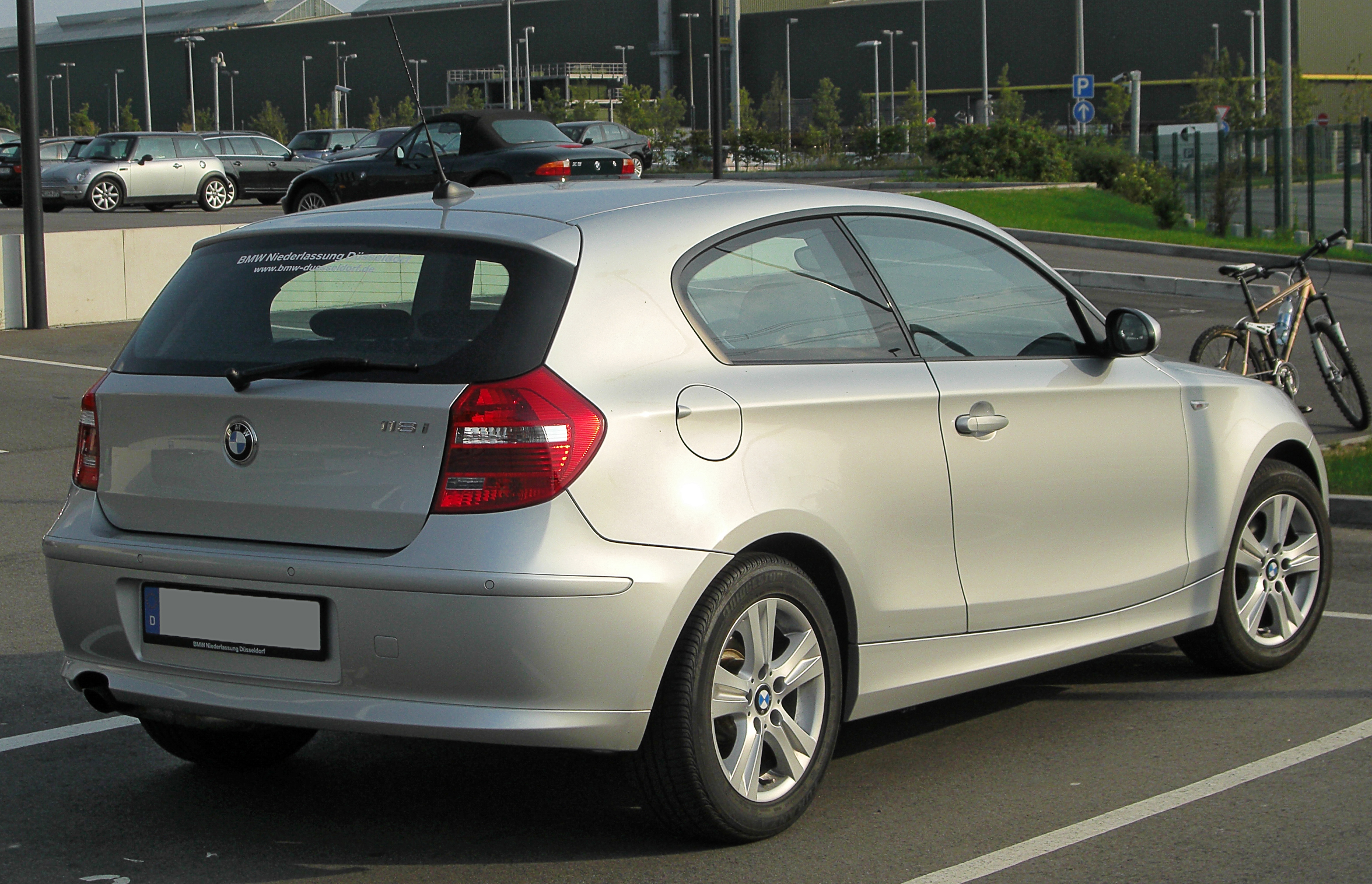
E81
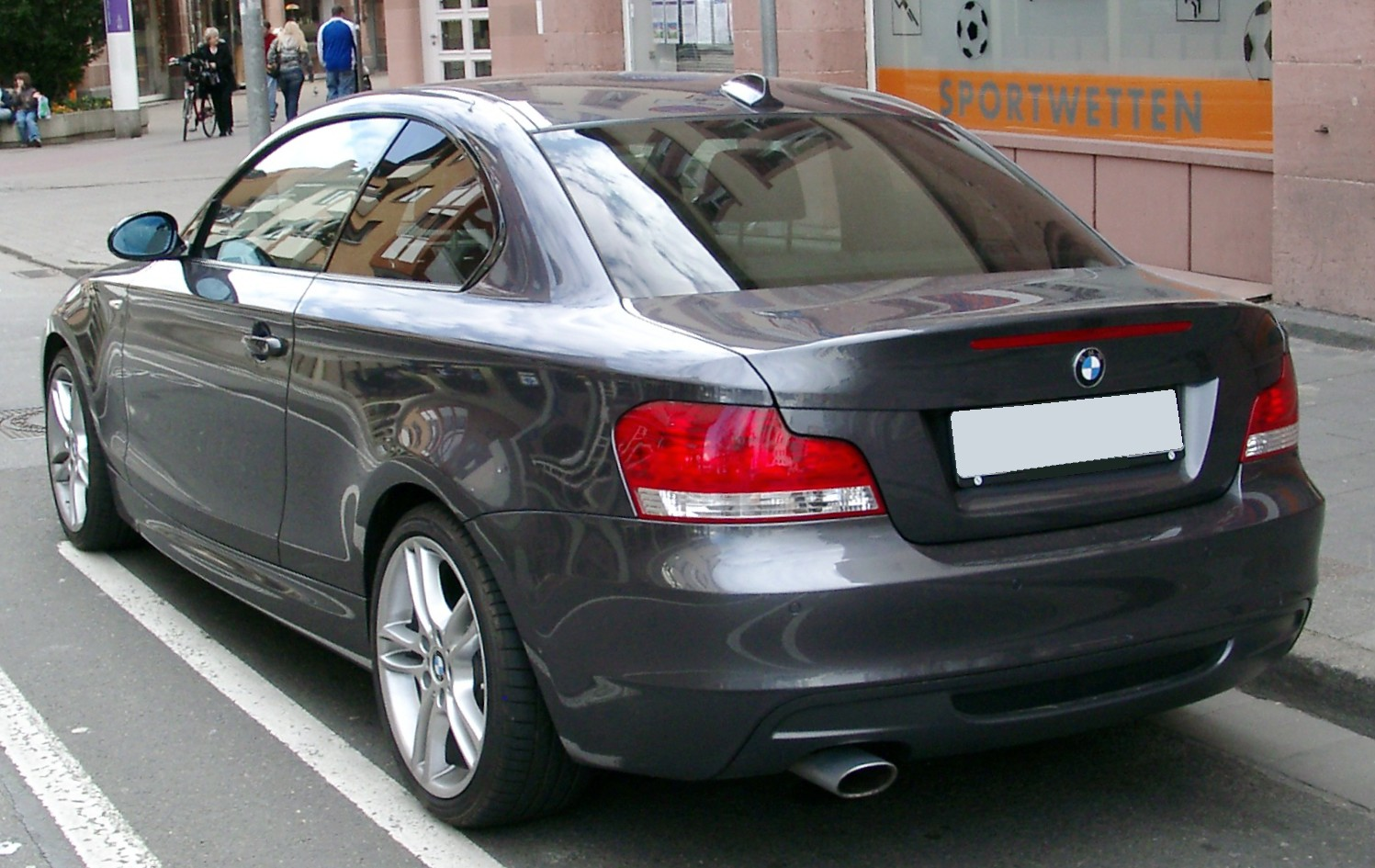
E82
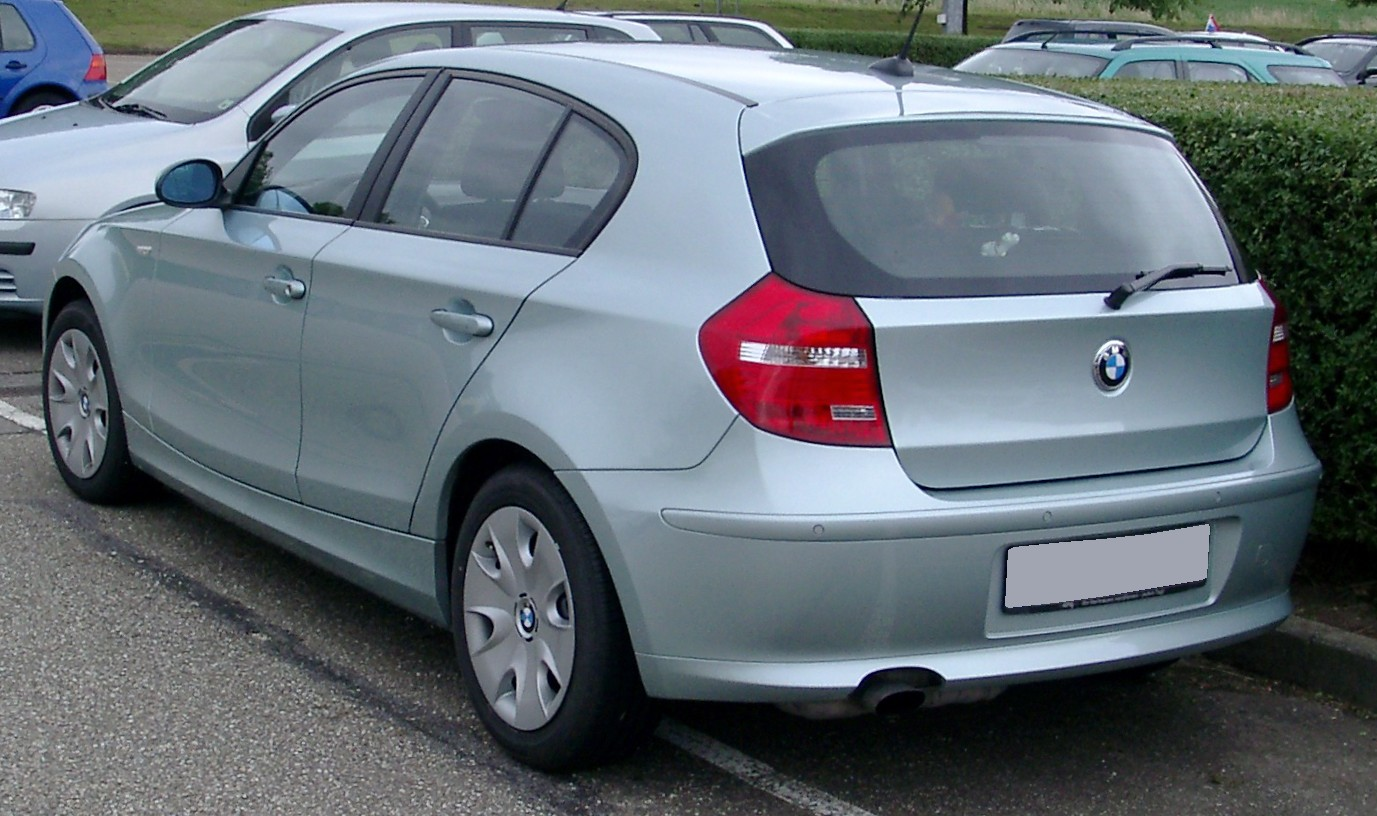
E87
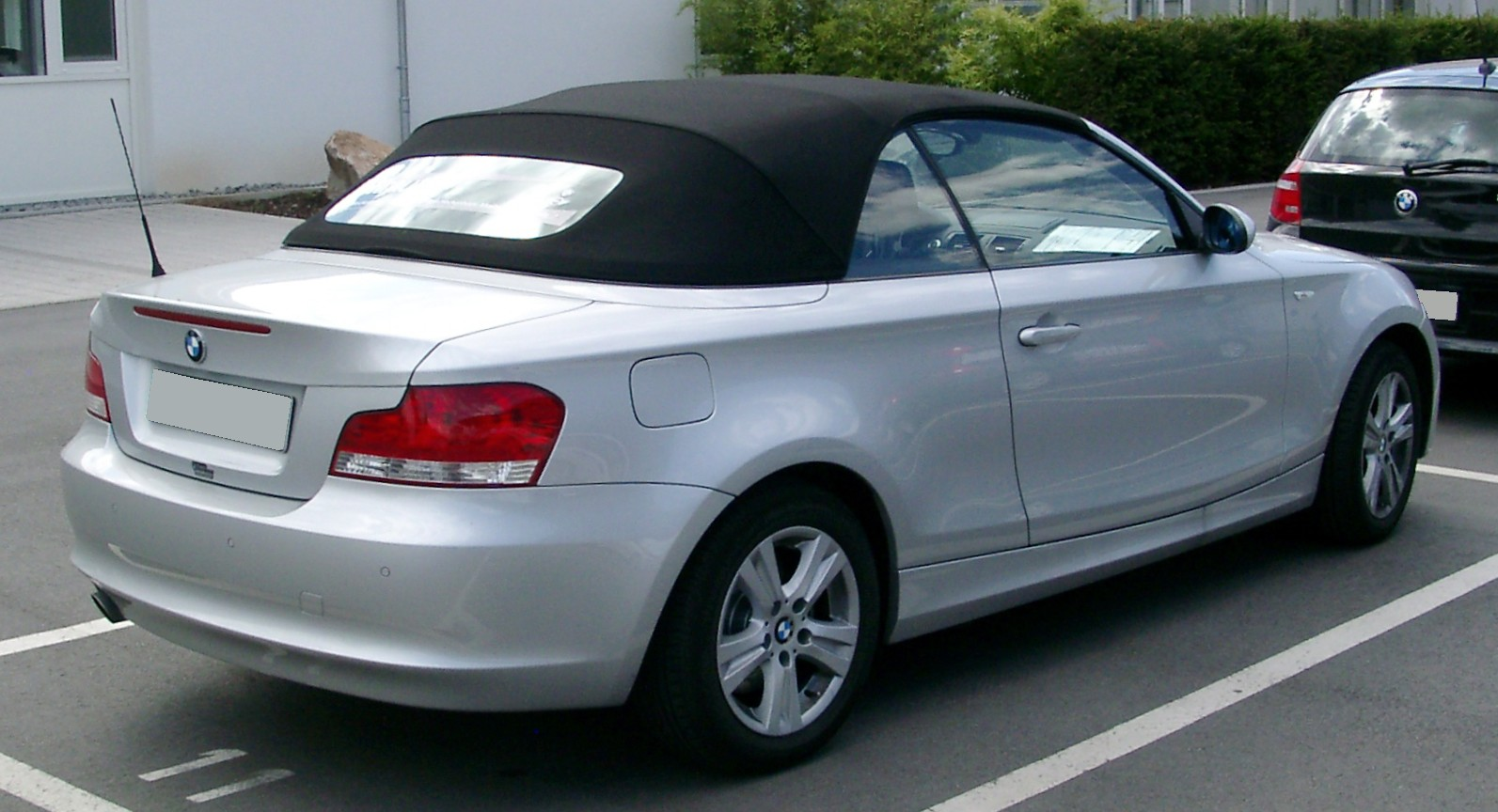
E88

## F20, F21 (2011-2019)
Tato řada se začala prodávat v roce 2011. Jako první byl uveden pětidveřový hatchback (F20).
Vyrábí se pouze jako hatchback, dvoudveřové kupé se prodává jako BMW řady 2

## F40 (2019-dodnes)
Třetí generace řady 1 byla uvedena na trh v roce 2019. Na rozdíl od předchozí generace řady F20 využívá řada F40 konfiguraci pohonu předních kol s možností pohonu všech kol a sdílí svou platformu s modely X1 (F48), X2 (F39) , 2 Series Gran Coupé a další. F40 je k dispozici pouze jako 5dveřový hatchback. Archivováno 16. 11. 2023 na Wayback Machine.